# 조괘 구동방식

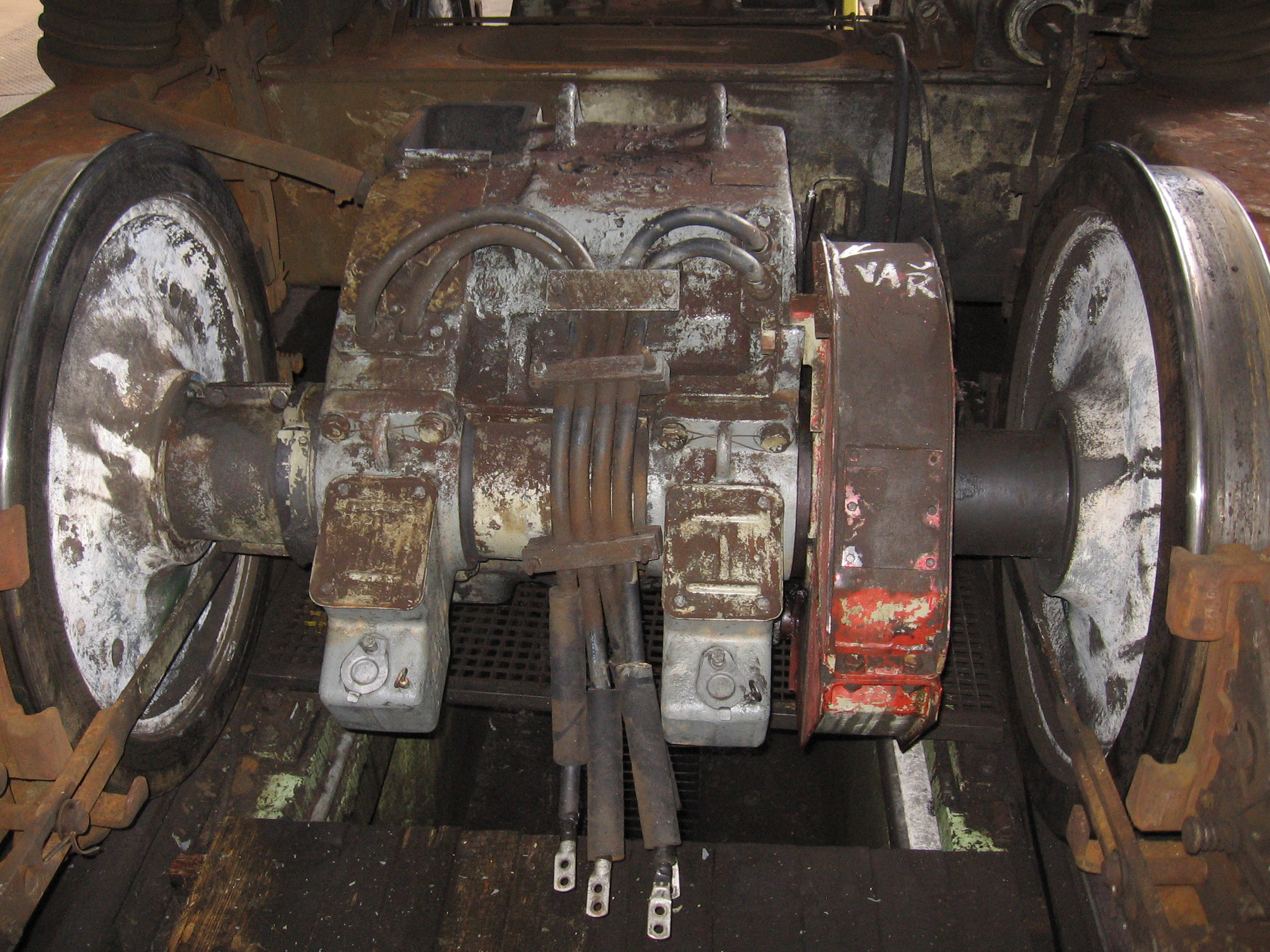

조괘 구동방식(吊掛驅動方式)은 전동차·전기 기관차 등의 전기 차량에 있어, 모터로부터 윤축에 동력을 전달하는(모터를 대차에 매다는) 방식의 일종. 수법으로서는 단순하며, 고전적인 방식이다. 영어로는 nose-suspension drive라 한다.
대한민국에서는 카르단 구동방식으로 대체되어 사용례는 많지 않지만, 전기 기관차의 구동방식으로서는 21세기 초인 현재에도 널리 사용되고 있다.

## 같이 보기
- 카르단 구동방식
- 직각 카르단 구동방식
- 중공축 평행카르단 구동방식
- WN 평행카르단 구동방식
- TD 평행카르단 구동방식